# Phylactella columnaris
Phylactella columnaris är en mossdjursart som först beskrevs av James Barrie Kirkpatrick 1888.  Phylactella columnaris ingår i släktet Phylactella och familjen Smittinidae. Inga underarter finns listade i Catalogue of Life.